# Gualmatán
Gualmatán è un comune della Colombia facente parte del dipartimento di Nariño.
Il centro abitato venne fondato da Francisco Chalapud, Acensio Tepud e José Cuaspud nel 1830, mentre l'istituzione del comune è del 1º luglio 1881.